# Arcos, Brasilien
Arcos är en ort i Brasilien.   Den ligger i kommunen Arcos och delstaten Minas Gerais, i den sydöstra delen av landet, 600 km sydost om huvudstaden Brasília. Arcos ligger 737 meter över havet och antalet invånare är 33 355.
Terrängen runt Arcos är huvudsakligen platt, men åt sydost är den kuperad. Det finns inga andra samhällen i närheten.
Omgivningarna runt Arcos är huvudsakligen savann. Runt Arcos är det ganska tätbefolkat, med 93 invånare per kvadratkilometer.